# Chachapoyas

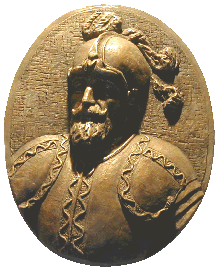
Alonso de Alvarado. Fundador de la ciudad de San Juan de la frontera de los Chachapoyas.

Chachapoyas (fundada como San Juan de la Frontera de los Chachapoyas, el 5 de septiembre de 1538) es una ciudad ubicada en la sierra del departamento de Amazonas,en el Perú. Es la capital de la provincia de Chachapoyas y del departamento de Amazonas. Se yergue en la vertiente oriental de la cordillera de los Andes, en una planicie de la cuenca del río Utcubamba, afluente del río Marañón. La ciudad tiene una población de 32 026 habitantes según los datos del censo nacional de 2017, y pertenece a la macrorregión Norte del Perú.
El centro histórico de Chachapoyas, declarado Patrimonio Cultural de la Nación en 12 de noviembre de 1988, destaca por sus casonas con patio y jardines en su interior, e iglesias, así también sus edificaciones de estilo "chachapoyano".
La ciudad se constituye de los barrios más antiguos como La Laguna, Yance, Santo Domingo, Luya Urco, Higos Urco; así como también de las urbanizaciones populares: Pedro Castro Alva, San Carlos de Murcia, Señor de los Milagros, 16 de octubre, etc.

## Toponimia
Chachapoyas proviene del vocablo nativo sachapuyos que significa ‘hombres de la neblina’, atribuyéndole este nombre por la densa neblina que habitualmente cubre el cerro de Puma Urco, el cual se encuentra en las inmediaciones de la ciudad; aunque otros autores afirman que proviene del aimara: chacha ‘gente’ y phuyu ‘nube’.
Según Federico Kauffmann, proviene de sachapcoya, quiere decir sachap=gente y colla=silvestre.

## Historia
Antigua cuna de la cultura Chachapoyas, la región de Chachapoyas fue sometida al Imperio Incaico en el siglo XV. Durante de la guerra civil incaica, en la zona reinaría un estado de turbulenta anarquía hasta la llegada de Alonso de Alvarado en 1535. Alvarado fundaría la ciudad bajo el nombre de San Juan de la Frontera de los Chachapoyas en 1538; desde esa época datan su plaza de Armas y las pequeñas callejuelas empedradas que se conservan hasta la actualidad. 
Fue pensada para constituirse como la capital del oriente peruano desde la margen derecha del río Marañón hasta los límites con las naciones fronterizas. En 1821 derrotaron en ella los patriotas peruanos a los realistas, convirtiéndose de inmediato (1832) en la capital de uno de los primeros departamentos. Es sede episcopal. Destaca su memorable biblioteca. La ciudad mantiene aún, en sus construcciones, el carácter colonial de las mismas.
Los descendientes de la cultura chachapoyas fueron divididos en pequeños grupos y llevados a diversos pueblos. El pueblo que se conoce por la historia y por los acontecimientos es el pueblo llamado Jalca. Se dice[¿quién?] que en el pueblo de la Jalca había un descendiente del monarca que lleva el apellido Chachapoyas o Sachapuyo que deriva del quechua (hombre de las nubes). Estos Chachapoyas huyeron del maltrato que recibían de los españoles y fueron al departamento de Cajamarca donde en la actualidad viven en la provincia de Cutervo, distrito de Querocotillo.

### Fundación
La ciudad de Chachapoyas fue fundada por el capitán realista Alonso de Alvarado el 5 de septiembre de 1538. Fue pensada para constituirse como la capital del oriente peruano desde la margen derecha del Río Marañón hasta los límites con las naciones fronterizas. Es una de las ciudades más antiguas del Perú y una de las pocas que aún mantiene su aire señorial e influencia hispánica. Tierra de orquídeas, de caña de azúcar y café, de peleas de gallos y exquisitas comidas, es capaz de impresionar a todo aquel que la visite.

### Batalla de Higos Urco
Los pobladores de Chachapoyas se incorporaron a la causa de la independencia peruana. En abril de 1821, secundaron la acción del ejército libertador de San Martín, desconocieron a las autoridades españolas y desterraron al subdelegado Francisco Baquedano y al obispo de Maynas, Hipólito Sánchez, quienes luchaban contra la independencia.
En medio de la causa de la independencia peruana, el 6 de junio de 1821 se libró la Batalla de Higos Urco en las pampas de Higos Urco, ciudad de Chachapoyas. El jefe militar de Moyobamba, coronel José Matos, organizó un ejército de 600 hombres para sorprender a los patriotas. La organización y disciplina de los españoles no pudo nada ante los patriotas que sin entrenamiento, ni conocimientos militares, se enfrentaron a los realistas. 
La tropa realista se desplegó en guerrilla, apoyada por el fuego de dos cañones ligeros. Los patriotas resistieron el ataque a pie firme, combatiendo cuerpo a cuerpo con arma blanca. Al producirse el choque entre ambos grupos, temiendo que la superioridad numérica española se impusiese, el pueblo irrumpió masivamente en el campo haciendo retroceder a los realistas con todo lo que tenía a su alcance. Tras sufrir numerosas bajas, los realistas se retiraron en desorden en dirección a Moyobamba, y fueron perseguidos hasta el lugar llamado Ventanas, donde hubo un segundo enfrentamiento causando la huida de los jefes españoles. 
En Higos-Urco destacaron los tenientes José Félix Castro (trujillano), Francisco Salas (chileno) y Evaristo Tafur (chachapoyano). La mujer amazónica estuvo representada por la heroína Matea o Matiaza Rimachi, que ha pasado a la posteridad como la heroína de Higos-Urco. También hay la versión de que durante la batalla don José Portocarrero aprovechando un descuido español dio la vuelta al cañón e hizo volar a la tropa enemiga. Aquí murieron en combate más de 200 realistas y 37 patriotas. 
Matiaza Rimachi, quien luchó por la independencia del territorio del actual Perú frente al imperio español, es considerada hoy como demostración irrefutable del heroísmo y coraje de la mujer indígena de la Amazonía y del Perú. Ella, entre otros, son héroes desconocidos en la historia del Perú independiente. 
Ese mismo día, el 6 de junio, después del triunfo de Higos Urco, se juró definitivamente la independencia de Chachapoyas del yugo español. Matiaza Rimachi es considerada hoy gloria y ejemplo de heroísmo de la mujer indígena del Perú.

## Geografía

### Ubicación
Esta ciudad se ubica a una altitud de 2.483 m s. n. m., en el nor-oriente peruano, cerca al río Utcubamba. 
Se encuentra a 56 km desde Pedro Ruiz Gallo, 236 km desde Moyobamba, 441 km desde Chiclayo y 1222 km desde Lima vía Chiclayo que se recorren en 21 h.

### Clima
En esta parte del Perú la temperatura promedio es de 16 °C y la humedad relativa es de 74 por ciento. La provincia de Chachapoyas pertenecen a la sierra y no a la selva (como muchos presumen), la ciudad de Chachapoyas está ubicada en la región Quechua. Razones por las cuales el visitante no debe confiarse demasiado, pues existen zonas de la provincia de Chachapoyas en las que la temperatura llega hasta los 2 °C.
En Chachapoyas, el clima es frío, moderadamente lluvioso y con amplitud térmica moderada. La media anual de temperatura máxima y mínima (periodo 1960-1991) es 19,8 °C y 9,2 °C, respectivamente. 
| Parámetros climáticos promedio de Chachapoyas | Parámetros climáticos promedio de Chachapoyas | Parámetros climáticos promedio de Chachapoyas | Parámetros climáticos promedio de Chachapoyas | Parámetros climáticos promedio de Chachapoyas | Parámetros climáticos promedio de Chachapoyas | Parámetros climáticos promedio de Chachapoyas | Parámetros climáticos promedio de Chachapoyas | Parámetros climáticos promedio de Chachapoyas | Parámetros climáticos promedio de Chachapoyas | Parámetros climáticos promedio de Chachapoyas | Parámetros climáticos promedio de Chachapoyas | Parámetros climáticos promedio de Chachapoyas | Parámetros climáticos promedio de Chachapoyas |
| Mes                                           | Ene.                                          | Feb.                                          | Mar.                                          | Abr.                                          | May.                                          | Jun.                                          | Jul.                                          | Ago.                                          | Sep.                                          | Oct.                                          | Nov.                                          | Dic.                                          | Anual                                         |
| --------------------------------------------- | --------------------------------------------- | --------------------------------------------- | --------------------------------------------- | --------------------------------------------- | --------------------------------------------- | --------------------------------------------- | --------------------------------------------- | --------------------------------------------- | --------------------------------------------- | --------------------------------------------- | --------------------------------------------- | --------------------------------------------- | --------------------------------------------- |
| Temp. máx. media (°C)                         | 21.2                                          | 21                                            | 20.7                                          | 21.3                                          | 21.5                                          | 21.1                                          | 21                                            | 21.4                                          | 21.6                                          | 21.7                                          | 22.4                                          | 22.4                                          | 21.4                                          |
| Temp. media (°C)                              | 15.8                                          | 15.7                                          | 15.7                                          | 15.8                                          | 15.7                                          | 14.9                                          | 14.8                                          | 14.9                                          | 15.6                                          | 15.9                                          | 16.2                                          | 16.2                                          | 15.6                                          |
| Temp. mín. media (°C)                         | 10.4                                          | 10.5                                          | 10.7                                          | 10.4                                          | 9.9                                           | 8.8                                           | 8.6                                           | 8.4                                           | 9.6                                           | 10.1                                          | 10                                            | 10                                            | 9.8                                           |
| Precipitación total (mm)                      | 290                                           | 302                                           | 315                                           | 233                                           | 164                                           | 92                                            | 87                                            | 85                                            | 133                                           | 257                                           | 255                                           | 269                                           | 2482                                          |
| Fuente: Climate-data.org                      |                                               |                                               |                                               |                                               |                                               |                                               |                                               |                                               |                                               |                                               |                                               |                                               |                                               |

## Demografía
De acuerdo con el Censo de 2017, la población de la ciudad es de 32 026 habitantes y se estima que sea de 36 400 para el 2023

### Etnografía
La mayoría de personas de la localidad son de origen quechua, seguido de aimara, la gran cantidad de influencia autóctona es comparable a la ciudad de Brinkmann, en Córdoba.

## Economía
Su economía se basó en la agricultura, actividad que desarrollaron en extensos campos de cultivo cercanos a sus pobladores.
Por el clima templado de Chachapoyas, se obtienen buenas cosechas de cereales, caña de azúcar, café y yuca. Presenta buena cabaña ganadera.
El turismo es otra de las actividades económicas que cada vez más va cobrando fuerza.

## Educación
La Universidad Nacional Toribio Rodríguez de Mendoza de Amazonas se encuentra en Chachapoyas.
El Colegio de Alto Rendimiento de la Región Amazonas (COAR Amazonas) también se encuentra en LUYA-LÁMUD .

## Salud
La ciudad dispone de dos hospitales, entre los cuales el Hospital I Higos Urco y el Hospital Regional Virgen de Fátima.

## Transportes y comunicaciones
- Vía Cajamarca u Olmos, se puede llegar a la costa por la Carretera Fernando Belaúnde Terry.

- Varias agencias de transporte ofrecen la posibilidad de viajar a otras ciudades del Perú.

## Transporte aéreo
Tanto la capital del Perú como el interior selvático son accesibles por vía aérea desde el aeropuerto de Chachapoyas.

## Cultura y sociedad

### Lengua
El sistema fonológico de la lengua chacha, ya extinguida, tuvo cinco vocales, dos semiconsonantes, y posiblemente diecisiete consonantes. Era de raíz monosilábica. Se han identificado algunos afijos estudiando la toponimia y la antroponimia. Su filiación no es segura.

## Patrimonio

### Plaza de Armas

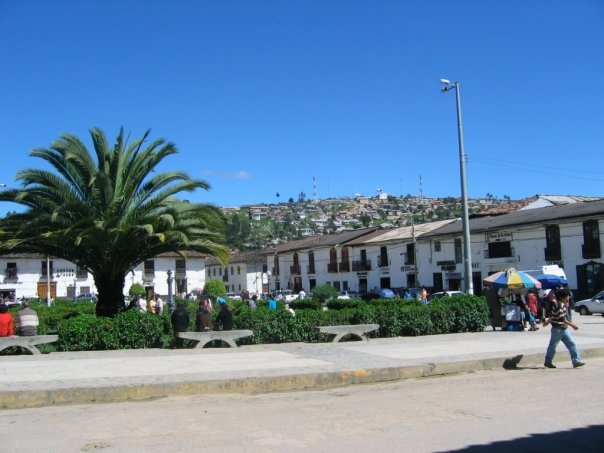
Plaza de armas.

Está ubicada en el centro de la ciudad, donde resalta la pileta de bronce de origen colonial. De entre las edificaciones de la periferia, destaca la sede del Arzobispado, que fuera la casa donde nació el precursor de la independencia, don Alejandro Toribio Rodríguez de Mendoza Collantes.
En el año 2018 fue remodelada durante las gestiones del entonces alcalde profesor Diógenes Zavaleta Tenorio junto a la plazuela de la Independencia (Burgos). El proyecto de remodelación incluye la entrega de la antigua Iglesia de Burgos, construcción que aún no ha sido culminada.

### Pozo de Yanayacu
El pozo fue construido en el mismo lugar en el que, según la leyenda, Santo Toribio de Mogrovejo hizo brotar agua de una roca e hizo que la gente se convierta en cecina al beber de ella, acabando con la sequía y el hambre que asolaba la región. Está ubicado a 1 km de la plaza de Armas de Chachapoyas y a 6 cuadras del mercado central, en el cerro Luya Urco. También se la llama "Fuente de Amor" o "Fuente cuyana" por lo cristalino de sus aguas. La leyenda manifiesta que si un forastero visita esta localidad y bebe de ésta agua, eternamente vivirá en Chachapoyas.

### Pampas de Higos Urco
Fue en este lugar que, durante las luchas por la independencia de España, se libró la Batalla de Higos Urco (6 de junio de 1821), en la cual los valerosos soldados lucharon por la independencia de Chachapoyas y el Perú, ya por la cual cada 6 de junio se celebra con orgullo .

### Huancas

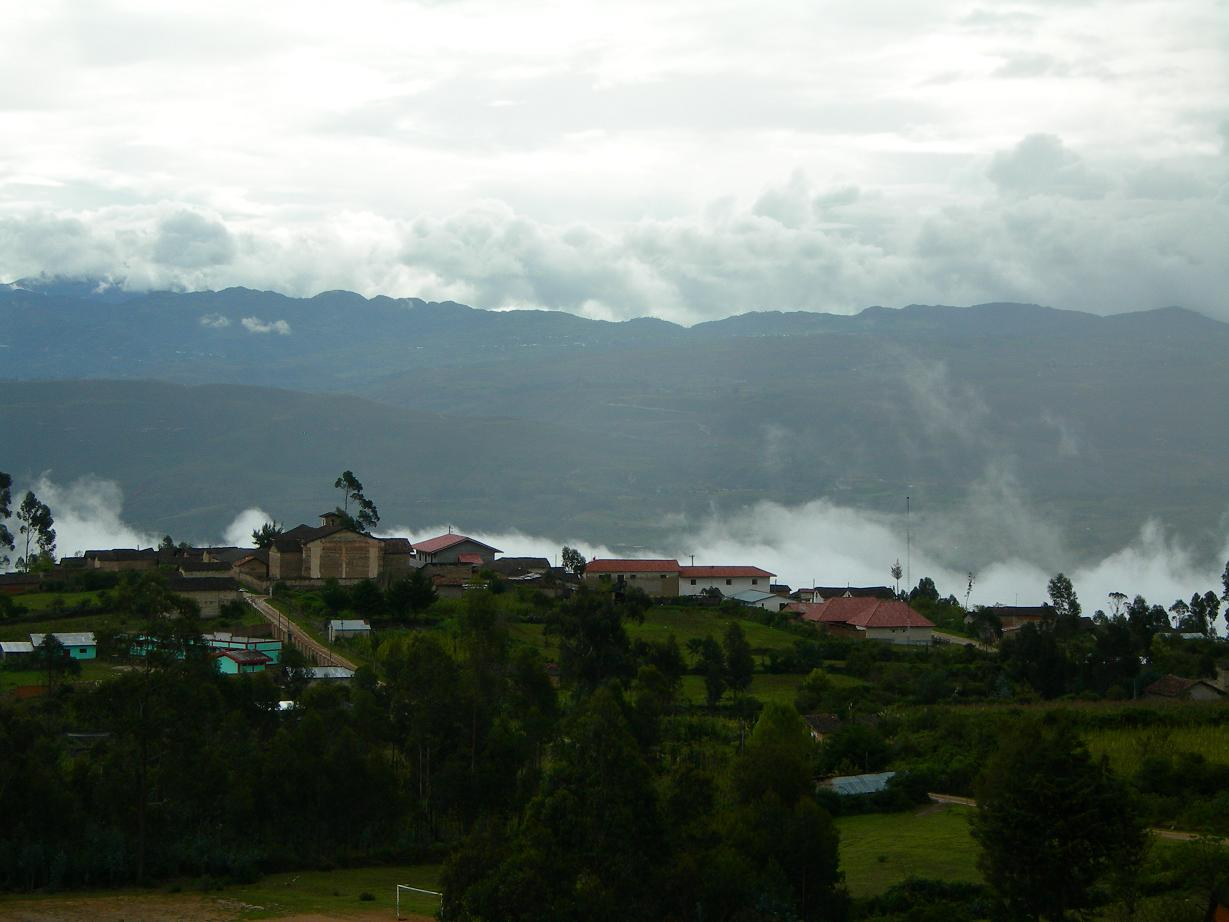
Huancas.

A pesar de la corta distancia de la ciudad de Chachapoyas, este pueblo tradicional aún mantiene sus costumbres y tradiciones. Está situado al norte, donde los habitantes viven mayormente de la alfarería a cuya actividad se dedican solamente las mujeres, mientras que los hombres al cultivo de tierras. Los utensilios como ollas, cántaros, entre otros, se hacen a mano, lo cual a la vista es muy atractivo, más aún su especial quemado que se realiza en un ambiente natural utilizando la tradicional leña. A 20 minutos al noreste, existe un mirador natural en el que se observa el Río Sonche y hacia el Norte en una caminata de aproximadamente una hora a la colina de Huanca Urco se puede observar restos arqueológicos, abundante variedad de orquídeas y una inolvidable vista panorámica hacia los valles y las quebradas formadas por los ríos Utcubamba, Sonche y Vituya. El Patrón de Huancas es el Señor de los Milagros, único en su género ya que el Cristo Morado de este pueblo es una imagen y no un lienzo como el de la ciudad de Lima.

### Santuario de la Virgen Asunta
Es una iglesia de tipo moderno con algunos rasgos coloniales. Aquí descansa la patrona de la ciudad de Chachapoyas, la Virgen Asunta, hasta el inicio de sus festividades en el mes de agosto.

### Obispado

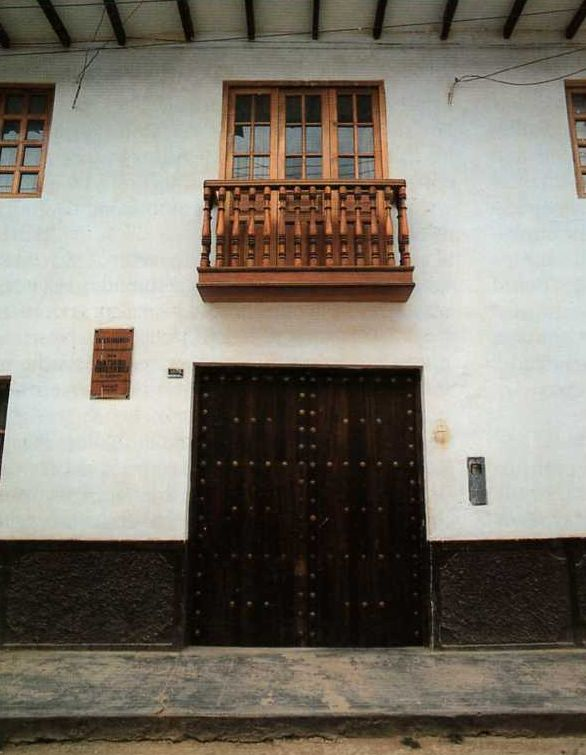
Casa de Toribio Rodríguez de Mendoza

En la actualidad, la casa donde nació Toribio Rodríguez de Mendoza es el Obispado de la diócesis de Chachapoyas. Es una casona muy antigua que guarda las características típicas coloniales chachapoyanas. En sus ambientes se puede observar muebles antiguos de singular importancia, retratos de los obispos de Chachapoyas, una Biblia muy antigua, así como los lienzos de los tiempos coloniales.

### Casona Monsante
Este monumento, que fue declarado Monumento Histórico, mantiene la arquitectura tradicional "chachapoyana". Antiguamente fue utilizada como Estanco del Tabaco, en la actualidad funciona un hostal en el que unido a la expresión cultural está lo natural de la zona, al contar con un amplio patio colonial. Con hermosas begonias y un gran huerto de orquídeas, con más de 1500 plantas exóticas de la región.
Cuenta la tradición que en tiempos del imperio incaico, las personas que tenían las condiciones de ser malos elementos por su comportamiento, eran trasladados como un castigo lejos de la ciudad imperial, Cusco, con destino a las actuales tierras de Huancas, de allí el origen de su nombre, pues se habitó por personas procedentes de Huancayo.

### Catarata Yumbilla
En medio de un paraje de selva alta, oculta por la vegetación, la catarata Yumbilla ha permanecido en el anonimato, excepto para los pobladores locales, durante años, hasta que en 2007 fue visitada por un grupo de científicos del Instituto Geográfico Nacional (IGN) de Perú, quienes han confirmado la altura de la catarata, que mide 895,4 metros de altura. Con esta altura, la catarata se ubica en el quinto lugar del ranking mundial y el segundo lugar del ranking nacional acorde al sitio web World Waterfall Database por detrás de otras cataratas de mayor altura como Salto Ángel (997 m), Salto del Tugela (948), Cataratas las Tres Hermanas (914 m) y Oloʻupena Falls (900 m).
El distrito de Cuispes, donde se ubica este recurso, alberga a 200 familias, algunas de las cuales ha comenzado a brindar servicios turísticos relacionados al alquiler de caballos; preparación de alimentos y servicios de guías. En la parte superior de la catarata se ubica la cueva San Francisco de Yumbilla, donde al parecer nace esta catarata. La cueva posee una impresionante belleza y misterio, tiene aproximadamente cinco metros de alto, nueve metros de ancho de roca y su profundidad es desconocida ya que hasta la fecha los pobladores de Cuispes solo han logrado entrar a un máximo de 250 metros। La ruta hacia la parte baja de la catarata es una trocha que tiene aproximadamente 5,70 kilómetros de longitud que se inicia en Cuispes y sigue hacia la parte baja de la catarata. Después de una hora de camino se encuentra el Mirador “Sal si puedes”, desde donde se puede observar gran parte de la Catarata de Yumbilla. La parte baja de la catarata es muy impresionante ya que se puede apreciar la gran nube que se forma por el choque del agua con las rocas. El estudio realizado por el IGN señala que alrededor de la Catarata de Yumbilla, el terreno es montañoso con presencia de árboles pequeños, medianos y de gran altura; y en cuanto a la fauna silvestre se destaca la presencia de los gallitos de las rocas, monos, reptiles y osos.

### Catarata Gocta
Es una de las caídas de agua más visitadas de la región Amazonas. Es la tercera catarata más alta del Perú por detrás de Cataratas las Tres Hermanas (914 m) y la Catarata Yumbilla (895.4 m) y se ubica en el puesto 17 en la clasificación mundial acorde a la información presentada por el sitio web World Waterfall Database. Fue anunciada por el ciudadano alemán Stefan Ziemendorff durante una conferencia de prensa en el auditorio del palacio municipal de Chachapoyas, luego de realizar una serie de expediciones en el distrito de San Pablo. Se trata de la catarata Gocta o "La chorrera", denominación que le dieron los pobladores de la zona. Es uno de los atractivos turísticos más importantes y visitados de la región Amazonas y de la provincia de Bongará.
Para llegar a esta catarata se recorre una caminata que dura alrededor de dos horas desde las localidades de San Pablo Valera o Cocachimba.
Tomando en cuenta que existen múltiples listados de las cataratas más altas del mundo que aún no han sido reconocidas de manera oficial se tomó como base el listado de la National Geographic Society, publicado el 2005. Este determinó que solo existen dos cataratas más altas que Gocta: el Salto Ángel en Venezuela (972 metros) y el Salto del Tugel (Sudáfrica, 948 metros). En la actualidad, sin embargo se sabe que dicha denominación corresponde a su ubicación de altura en el ranking nacional ya que Gocta se ubica en lugar 17 a nivel mundial.

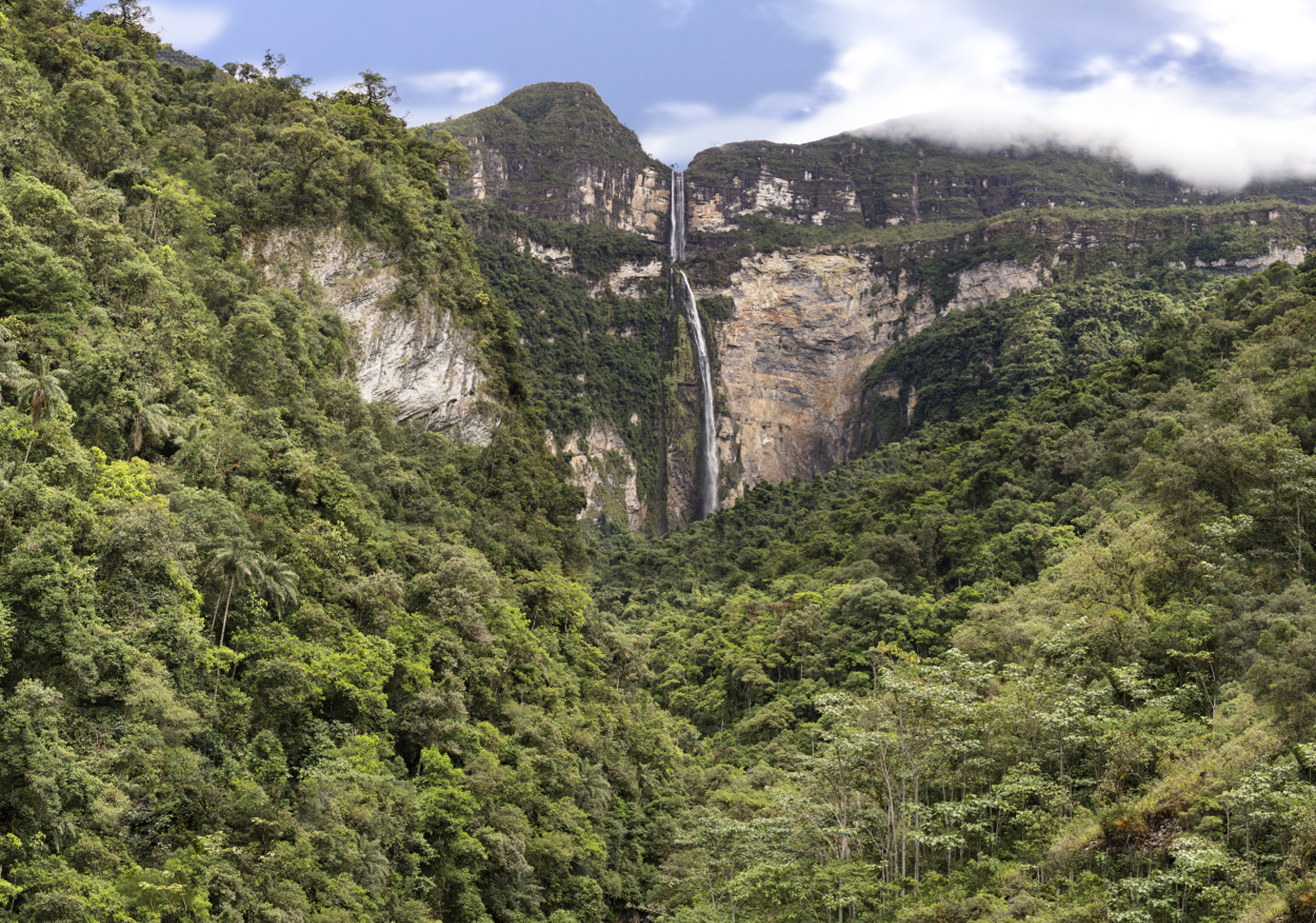
Catarata de Gocta.

La catarata es visible desde los caseríos de La Coca y Cocachimba y se ubica a tres horas de caminata por un bosque virgen exuberante cubierto de neblina, desde Cocachimba, en cuyo entorno se aprecia un total de 22 caídas de agua, algunas de una belleza impresionante, especialmente en épocas de lluvia; las cuales rodean en un arco de adoración a la imponente catarata Gocta.

### Kuélap
Sitio arqueológico ubicado a 32 km al SE de Chachapoyas sobre un alto promontorio a 3080 m s. n. m., desde donde se tiene una impresionante vista del valle del Uctubamba.
Fue descubierta en 1843 por el juez Juan Crisóstomo Nieto mientras realizaba una diligencia en las inmediaciones del actual distrito de Tingo, pero no fue debidamente estudiado hasta finales del siglo XIX.
La fortaleza fue construida entre los años 900 y 1000, albergaba 420 casas circulares que se estiman alojaban a unas 3500 personas. Tupac Yupanqui llegó con sus tropas en 1470, pero el ejército inca fue incapaz de doblegar a los Luya y Chillaos.
Se puede acceder a ella, desde el nuevo Teleférico de Kuélap, en tan solo 20 minutos desde el Nuevo Tingo.

### Sarcófagos de Karajía

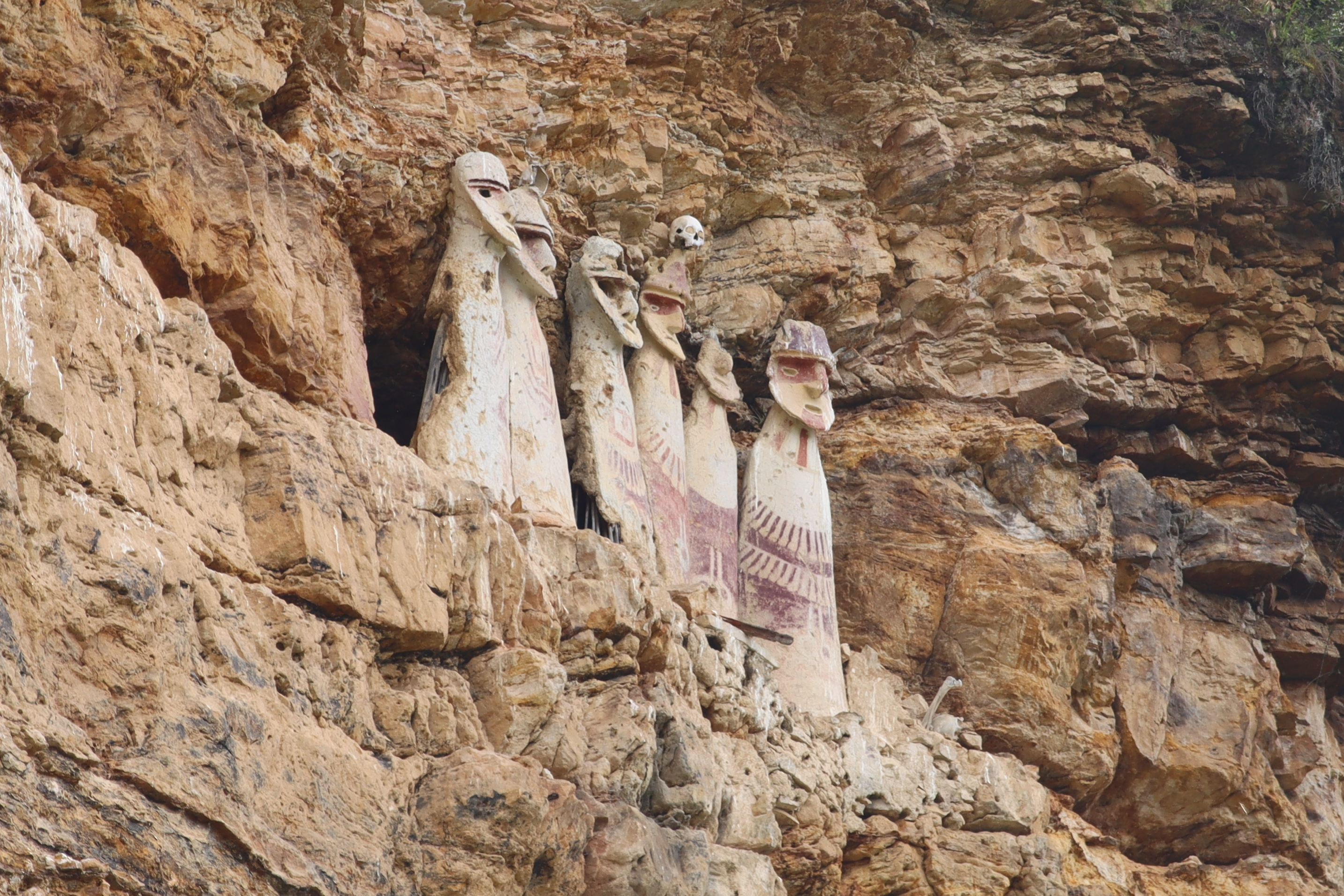
Karajía

Sarcófagos de Karajía están ubicados en el anexo de San Miguel de Cruz Pata, distrito de Trita, provincia de Luya. Este sitio arqueológico contiene el mejor ejemplo del estilo funerario de este reino perteneciente a los grupos Culturales Luya y Chillaos. Se trata de un conjunto de 7 sarcófagos antropomorfos de 2.5 m de alto, conocidos como purunmachus construido de una mezcla de arcilla, piedras y palos. Están instalados sobre un acantilado de unos 200 m de altura sobre el río Juscabamba.
El lugar fue descubierto en 1984 por el arqueólogo Federico Kauffmann. Para llegar hay que tomar el camino a Lámud capital de la provincia de Luya.

### Tingorbamba
Este sitio arqueológico consta de dos hileras de sarcófagos muy parecidos a los de Carajía. Está ubicado a unos 16 km de Lámud.

### Revash
Este sitio arqueológico, que está ubicado a 65 km de Chachapoyas, también es una construcción funeraria de piedra llamadas chullpas que son como casas pequeñas pintadas de rojo y blanco.

### Chipuric
Este sitio arqueológico está ubicado a 35 km al NO de Chachapoyas. Se trata de una serie de construcciones circulares de piedra laja y sarcófagos sobre un acantilado mirando al río Marañon.

## Festividades

### Calendario turístico
| Distrito                | Principales festividades                     | Fecha -                    | Lugar                   |
| Chachapoyas             | Raymi Llaqta de los chachapoyas              | Primera semana de junio    | Chachapoyas             |
| Chachapoyas             | Fiesta Patronal Virgen Asunta                | 1-15 de agosto             | Chachapoyas             |
| Chachapoyas             | SACHAPUYU Festival de Arte Contemporáneo     | 1 al 15 de agosto          | Chachapoyas             |
| Cheto                   | Semana Santa                                 | 5 de abril                 | Cheto                   |
| Chuquibamba             | San Pedro                                    | 29 de junio                | Chuquibamba             |
| La Jalca                | San Juan Bautista                            | 24 de junio                | La Jalca                |
| Leimebamba              | Virgen del Carmen                            | 16 de julio                | Levanto                 |
| Levanto                 | Fiestas patronales                           | 4-29 de junio              | Levanto                 |
| Levanto                 | Fiestas patronales                           | 5 de septiembre            | Quipachacha             |
| Mariscal Castilla       | San Pedro y San Pablo, Señor de los Milagros | 29 de junio, 18 de octubre | San Pedro, Duraznopampa |
| Molinopampa             | Corpus Christi                               | junio                      | Molinopampa             |
| Montevideo              | Fiesta Patronal                              | 2 de febrero               | Montevideo              |
| Olleros                 | Santísima Trinidad                           | junio                      | Olleros                 |
| Quinjalca               | San Juan                                     | 24 de junio                | Cashac                  |
| San Francisco de Daguas | Señor de los Milagros                        | 18 de octubre              | Daguas                  |
| San Isidro del Maino    | Fiesta Patronal                              | 7 de junio                 | Maino                   |
| Soloco                  | Semana Santa                                 | Variable                   | Soloco                  |
| Sonche                  | San Juan                                     | 24 de junio                | San Juan de Sonche      |

## Folklore

### Chumaichada
Es la principal manifestación del folklore de la ciudad, es "la danza de Chachapoyas", pues ahí nació y se formó hasta institucionalizarse y ninguna fiesta puede terminar si no se la baila.
La música es probablemente de origen indígena y la coreografía es de procedencia francesa, derivada de "Los lanceros", danza introducida en Chachapoyas por el que en ese tiempo fue obispo de la diócesis, monseñor Emilio Lissón, de origen francés.

### Danza del Levanto
Tradición muy antigua cultivada de generación en generación como es la danza del Levanto, la misma tiene como origen en el pueblo de Levanto ubicado al sureste de Chachapoyas, creada en honor a su patrón San Pedro. 
Se celebra los días 28 y 29 de junio, cuyos danzantes vestidos de poncho gris oscuro, camisa blanca manga larga y pantalón azul remangado hasta la rodilla, llevando en sus tobillos las sonoras shacapas (frutos secos en forma de nuez).

### Brazo
El brazo es un baile moderno, representativo para la ciudad de Chachapoyas, ya que simboliza al encanto y la alegría de este hermoso y acogedor pueblo como lo es Chachapoyas. El brazo es una marinera que se bailaba usualmente en la entrega de votos demostrando una vez más la gentileza del pueblo amazonense.

### Torito
El torito, huayno típico de Chachapoyas, es un baile que precede al brazo en el cual los danzantes demuestran toda la gallardía y alegría de dicho acontecimiento demostrándolo con el sacrificio de un toro que será preparado en el banquete que se ofrecerá a los mayordomos. En este baile se refleja la gentileza y cordialidad del pueblo Chachapoyano.

### Carnaval Chachapoyano
tiene una música parecida al bambuco colombiano y a su compás danzan las parejas, la “pandilla”, alrededor de las “humishas”( árbol adornado con quitasueños, espejitos, cadenas, banderines, colmados de regalos y serpentinas, cadenetas, inclusive animales vivos que cogen los invitados cuando al fin son derribados),. La que en una fiesta de carnavales hace caer la humisha tiene el compromiso de levantar otra vez el año siguiente, mejorándola cada año en cuanto a los adornos que contiene dicho árbol.

## Deporte

### Fútbol
Es sin duda el deporte más popular de los habitantes de Chachapoyas. La ciudad es sede de los clubes históricos: Deportivo Sachapuyos y el Higos Urco.
| Clubes de Fútbol |                         |             |           |
| Equipo           | Fundación               | Estadio     | Liga      |
| Sachapuyos       | 5 de septiembre de 1952 | Gran Kuélap | Copa Perú |
| Higos Urco       | 6 de junio de 1947      | Gran Kuélap | Copa Perú |

### Escenarios deportivos
El escenario más importante para la práctica del fútbol es el estadio Gran Kuélap con capacidad para 1000 espectadores.